# Witamina B6
Witamina B6 (ATC: A 11 HA 02) – grupa 6 organicznych związków chemicznych, pochodnych pirydyny: pirydoksyny, pirydoksalu i pirydoksaminy oraz ich 5'-fosforanów. Formą aktywną biologicznie jest fosforan pirydoksalu, do którego pozostałe formy są przekształcane enzymatycznie, w wyniku działania kinaz i oksydaz.

Niektóre formy witaminy B6
pirydoksyna
pirydoksal
pirydoksamina
5'-fosforan pirydoksalu

Jest to witamina z grupy B, rozpuszcza się w wodzie i jest prekursorem ważnych koenzymów, które kontrolują przebieg wielu kluczowych reakcji biochemicznych. Stosowanie izoniazydu jest najczęstszą przyczyną niedoboru tej witaminy.

## Rola w organizmie
Witamina B6 bierze udział w przemianie aminokwasów, ułatwia ich rozkład, przemianę tłuszczów i węglowodanów, umożliwia magazynowanie energii, uczestniczy w tworzeniu enzymów, hormonów, hemoglobiny, uczestniczy w powstawaniu prostaglandyn, ma wpływ na ciśnienie krwi, skurcze mięśni, pracę serca, prawidłowe funkcjonowanie układu nerwowego, zwiększa odporność organizmu, łagodzi skutki uboczne leków, wspomaga leczenie nerek, zmniejsza nadmierne wydalanie kwasu szczawiowego z moczem, zapobiega tworzeniu się kamieni nerkowych, pomaga zwalczać ból i zesztywnienia nadgarstka i dłoni, łagodzi objawy napięcia przedmiesiączkowego (skuteczna dawka to 50 do 100 mg chlorowodorku pirydoksyny na dobę, przy czym 100 mg na dobę zdaje się wykazywać większą skuteczność). Wspomaga leczenie łojotokowego zapalenia skóry, wypadania włosów, zapalenia warg i języka. Mimo sprzecznych wyników badań, często podkreśla się, że suplementacja witaminą B6 w zespole cieśni nadgarstka może przynieść znaczne złagodzenie objawów przy jednocześnie niewielkim ryzyku dla pacjenta w zalecanych dawkach (do 200 mg na dobę). Regularne przyjmowanie dużych dawek witaminy B6 istotnie zmniejsza ryzyko zapadnięcia na chorobę Parkinsona u osób palących papierosy. Odnotowano korzystny wpływ połączenia magnez + witamina B6 na zachowanie dzieci z autyzmem.

## Skutki niedoboru
Niedobór witaminy B6 może wywoływać objawy ze strony układu nerwowego, takie jak: drgawki, depresja, apatia, bezsenność, ogólne pogorszenie samopoczucia, obniżenie sprawności procesów myślowych, zapalenie nerwów. Do innych objawów niedoboru witaminy B6 należą: zmniejszenie odporności na infekcje, stany zapalne skóry (łojotokowe zmiany na twarzy, podrażnienie języka i błon śluzowych jamy ustnej), niedokrwistość, kamica nerkowa, zmęczenie, nudności, odruchy wymiotne, zaburzenia w funkcjonowaniu mięśnia sercowego, zwiększenie ryzyka powstawania nowotworów,  natomiast u dzieci – opóźnienie umysłowe, nieprawidłowości w budowie kości, objawy padaczkowe, drażliwość. Niedobór witaminy B6 jest ważnym czynnikiem ryzyka rozwoju miażdżycy, stąd niedobór tej witaminy zwiększa ryzyko udaru i choroby niedokrwiennej serca.

## Skutki nadmiaru
Witamina B6 w dużych dawkach jest neurotoksyczna. U niektórych osób (bardzo rzadko) anomalie w funkcjonowaniu obwodowego układu nerwowego mogą wystąpić już przy 50 mg chlorowodorku pirydoksyny na dobę, stosowanego przez odpowiednio długi czas. Długotrwałe przyjmowanie dawek witaminy B6 powyżej 200 mg (zazwyczaj 1000 mg lub większych) może powodować neuropatię obwodową. Zmiany te ustępują wraz z zaprzestaniem nadmiernej suplementacji witaminą B6. W wypadku zażywania dawek poniżej 200 mg na dobę, objawy uboczne występują bardzo rzadko.
Neurotoksyczne działanie wysokich dawek witaminy B6 obserwuje się w przypadku spożywania jej w formie pirydoksyny, nie występuje zaś dla fosforanu pirydoksalu.

## Źródła w pożywieniu
Witamina B6 występuje w rozmaitych produktach żywnościowych. Do najbogatszych źródeł należą: groch włoski (ciecierzyca), ryby, mięso, ziemniaki i inne warzywa skrobiowe, a także niektóre owoce (np. banany, ale nie cytrusy).

## Zapotrzebowanie
Zapotrzebowanie dorosłego człowieka na witaminę B6 wynosi około 1–2 mg na dobę. Terapeutycznie często stosuje się dawki znacznie wyższe, w przedziale 50–200 mg na dobę, a nawet 2–7 g/d.